# Martha Prickartz
Martha Prickartz (geborene Call; * 18. September 1924; † 6. Mai 2015 in Konzen) war eine deutsche Skatspielerin und Skatweltmeisterin 1994 des Skatweltverbandes International Skat Players Association (ISPA).
Bei der 9. Skat-Weltmeisterschaft 1994 in München wurde Martha Prickartz Weltmeisterin in der Einzelwertung. Darüber hinaus errang sie dreimal den ersten Platz in der Kategorie Weltmeisterin der Senioren: 2004 in Pucón/Chile, 2006 in Nassau/Bahamas und 2010 in Kapstadt/Südafrika.
Die in Konzen bei Monschau lebende und für den Verein „Herz Dame Aachen“ startende Martha Prickartz spielte schon seit ihrer Jugendzeit Skat und nahm mit 17 Jahren an ersten Turnieren teil. Im Jahr 1978 gehörte sie zu den Mitbegründern der ISPA und nahm gleich an der ersten Weltmeisterschaftsveranstaltung des Weltverbandes in Anaheim/Kalifornien teil. Bis zu ihrem Tod ließ sie kaum eine Veranstaltung aus. Auf nationaler Ebene holte Prickartz 1987 in Bad Urach den Titel einer Deutschen Skatmeisterin in der Frauenwertung und im Jahr 2013 in Köln den Titel in der Klasse der Seniorinnen. Ein Jahr später erreichte sie in Magdeburg mit 90 Jahren noch einmal einen zweiten Platz bei den Seniorinnen.